# Pseudophacopteron hollisi
Pseudophacopteron hollisi är en insektsart som beskrevs av Malenovsk² och Burckhardt 2009. Pseudophacopteron hollisi ingår i släktet Pseudophacopteron och familjen Phacopteronidae.
Artens utbredningsområde är Kenya. Inga underarter finns listade i Catalogue of Life.